# Камбоджа на літніх Олімпійських іграх 2012
Камбоджа на літніх Олімпійських іграх 2012 була представлена 6 спортсменами в 4 видах спорту. Жодної медалі її спортсмени не вибороли.